# Parapsectra nana
Parapsectra nana är en tvåvingeart som först beskrevs av Johann Wilhelm Meigen 1818.  Parapsectra nana ingår i släktet Parapsectra och familjen fjädermyggor. Arten är reproducerande i Sverige. Inga underarter finns listade i Catalogue of Life.